# のののん
のの のん（8月18日 - ）は、日本の女優、タレント、グラビアモデル。「ミス東スポ2022」グランプリ。「エンタメ女王決定戦」優勝。「ミス湘南2025」準グランプリ。
美少女図鑑のモデル。

## 略歴
芸能界には一切が興味がなかったが、高校の夏にはじめて原宿や表参道を散歩し、名刺が束になる程のスカウトを受ける。
その時に芸能界が転職になるのかと考えはじめる。
女優やタレントとしては、演劇科の大学に通い芝居とバラエティ基礎を4年間学ぶ。首席で卒業。
2018年4月に初のオーディション挑戦となった舞台の『SAKURA』にヒロインの役で出演。また、同月4月に映画『桜の季節』で映画デビュー。
2020年12月、週刊プレイボーイ(集英社)と東京スポーツ新聞でグラビアデビュー。
2021年3月12日、写真集『コレクションインフィニティ』(宝島社)が発売された。
2021年開催の「ミス東スポ2022」オーディションでファイナリストに選出される。
2021年9月、初のミニデジタル写真集『♡のんぴーすFace I♡』を発売。
2021年12月4日、シダックスカルチャーホールにて行われた「エンタメ女王決定戦」でコウメ太夫の白塗りメイクと衣装で自虐パフォーマンスを披露し、優勝。
2021年12月24日、東京スポーツ新聞社主催のミスコンテスト、第11回「ミス東スポオーディション」で多くの応募の中からグランプリ受賞。
2023年、12月、ミュージカル『タイラーF』でミュージカル初主演を務める。
2024年6月、事務所の先輩よゐこの有野晋哉がプロデュースするタレントオーディションに合格。同年9月、CHIOTUREの公式アンバサダーに選ばれた。
2025年3月20日、松竹芸能を退所したことを発表。
2025年4月、『第39回ミス湘南コンテスト』で準グランプリを受賞。

## 人物
生い立ち
- 3歳から約10年間水泳を習っており、小学生時には日本代表として日米合同の国際水泳大会などに出場。大会で優勝した経験を持つ。

趣味・資格
- いちご検定1級、スイーツデコ検定1級、華道准教授資格、泳力検定2級を取得している。
- 野球が趣味で、よくプロ野球観戦をしている。主にベイスターズファンである。
- 趣味は釣り、競馬、競輪、スポーツ観戦、フリーダンス、水泳。

グラビア
- グラビアの仕事について「初めはグラビアに戸惑いもあったけれど、グラビアの仕事ができて、今思うとすごく感謝している。この仕事をしてる人たちにリスペクトがある」と語っている。

ダイエット
- 2025年4月27日、ダイエットし、体重が50kgになったことを明かす。

## 受賞
- 「ミス東スポ2022」 グランプリ
- 「エンタメ女王決定戦」優勝
- 「ミス湘南2025」準グランプリ

## 出演

### 映画
- 桜の季節（2018年3月30日、監督：瀬川拓治) -  ヒロイン・染井佳乃 役 [23]
- 暗闇に立つ土竜 - ヒロイン・環奈 役
- ムーンライト・ダイナー - リン 役（2022年3月、監督：神威杏次）[24]

### ドラマ
- 特命刑事 カクホの女シリーズ（テレビ東京） - まま役
- 彼女（2021年4月15日、NETFLIX、廣木隆一監督） - ヒロインの友達役
- 連続テレビ小説 ブギウギ 第23週「マミーのマミーや」（109話）（2024年3月16日、NHK） - おなご役[25]

### テレビ番組
- 痛快TVスカッとジャパン（2017年12月、フジテレビ）- 相川美鈴 役
- ネタパレ TORIMAKI（2018年1月、フジテレビ）
- 幸せ!ボンビーガール（2018年5月、日本テレビ）
- 特別番組『海好き!』（2020年10月、TOKYO MX）-海好きメンバー
- 極楽山本とロンブー亮の『ARIGATEENA TV』（テレビ埼玉）
  - 第45回　ゲストなし（2021年8月22日）
  - 第60回　ゲスト森脇健児（2021年12月6日）
  - 第88回　ゲストロッシー（2019年6月27日）
- ザ!世界仰天ニュース（2022年1月、日本テレビ）
- ロンブー亮の釣りならまかせろ！（2022年8月16日、8月23日、テレビ埼玉他）- 釣りまかメンバー
- チームベイコム（2023年8月4日 - 10日、ベイコム 11ch)-中継リポーター
- 語り継ぎたい関西のことば（2024年3月8日 - eo光） - 主演キャスト
- 『関西発めちゃめちゃ釣りたい！』（2024年4月22日  - 、釣りビジョン) - メインナビゲーター
- 猪狩璃乃の がりーず夢計画！（2024年8月15日 - 、Cwave放送局）-アシスタント
- のののんのSENJU女子会（2024年9月2日 - 、Cwave放送局） - メインMC
- キラキラヒカレ（2024年 - 、WALLOP）
- のののんのMoonlight☆Wave （2024年10月5日 - 、Cwave放送局）- メインMC
- 中居正広の金曜日のスマイルたちへ（2024年12月13日最終回TBS)-Z世代として出演

### WebTV
- WALLOP「アイドルスピリット」（2021年1月7日)- ゲスト
- 「アイガク」（2021年4月24日、5月7日)
- マシェバラ「チャリバラ」- ゲスト
  - 川崎競輪場「G3 アーバンナイトカーニバル」（2021年8月6日）
  - 川崎競輪場「ＣＴＣ杯　東スポ杯」（2021年10月12日）
  - 川崎競輪場「サンケイスポーツ杯」（2022年1月27日）
  - 川崎競輪場「第73周年　桜花賞・海老澤清杯」（2022年4月14日）
  - 川崎競輪場「特一般 F2 オッズパーク杯」（2022年6月7日）
  - 川崎競輪場「ＦIIミッドナイトCTC杯」（2022年7月23日）
- ニコニコ生放送「SIG‐CHANNEL」（2021年10月20日)- ゲスト
- 西武園けいりんミッドナイト（SPEEDチャンネル・ニコニコ生放送）- ゲスト
  - 西武園競輪場「楽天・Ｋドリームスカップ」（2022年1月7日）
  - 西武園競輪場「Ｆ２　 ニッカン・コム杯　」（2022年3月6日）
- 東スポ競馬（2022年6月6日）- アシスタント
- 「FISH ON!TV ～目指せ！本気の釣りガール～」（2022年6月8日)-レギュラー
- WALLOP「キラキラヒカレ！」（2023年4月16日)- ゲスト
- WALLOP「キラキラヒカレ！」（2023年5月21日)- ゲスト
- WALLOP「キラキラヒカレ！」（2023年6月19日)- ゲスト
- WALLOP「キラキラヒカレ！」（2024年3月17日)- ゲスト
- WALLOP「キラキラヒカレ！」（2024年4月21日)- ゲスト
- WALLOP「キラキラヒカレ！」（2024年6月16日〜毎月第3日曜日20時〜)-レギュラーメンバー

### 舞台
- SAKURA（2018年4月5日- 9日） - ヒロイン・平野那江 役 [5]
- DANCE DANCE DANCE 〜Dark Dungeon ver.〜（2020年1月30日 - 2月11日）- 長谷凪李 役[26]
- タイラーF（2021年6月9日 - 13日）- 白玉きなこ 役
- Greif4（2021年9月1日 - 5日）- 亜沙美 役 [27][28]
- 時空警察SIG-RAIDER 邂逅～エヴェリーヌ～（2021年11月20日 - 11月28日）- 平野広海 役[29]
- タイラーF（YES THEATER 2023年12月1日 - 2日）-主演・タイラー 役
- 陰陽師、はじめました。（2024年4月11日 - 14日）-主演・美琴役
- タイラートライアングル（2024年7月23日 - 28日）-特別出演・ユリコスター役
- 遥かなるミドルガルズ（2025年2月26日 - 3月2日）-主演・伊田静役
- 青空メロディーズ〜Last melody〜　（2025年7月24-27日）（CBGKシブゲキ‼）[30]

### ラジオ番組
- Emotional Beat 姫ラジ - レギュラー（2020年11月-2021年2月 、レインボータウンFM）
- スペシャル番組｢24時間TV 草の根チャリティーネットワーク」- ゲスト（2021年8月)
- 「めっちゃ！よきラジ」- レギュラー（2022年1月- 、渋谷クロスFM）
- 「ステラhappy Smile〜にしじままいのみんなとユメノトビラ〜」- ゲスト（2023年7月- 、ふくろうエフエム）
- 昼下がりのジャンヌダルク - レギュラー（2024年4月-、FM宝塚)
- 「ステラ☆HAPPYStyle！百野綾華のふわふわステーションvol.2」- ゲスト（2024年5月- 、ふくろうエフエム）
- インターネットラジオBEATVISION 『のののんのCUE SHEET』-ゲスト（2024年6月）
- インターネットラジオBEATVISION 『のののんのCUE SHEET』-特別出演（2024年7月）
- インターネットラジオBEATVISION 『のののんのCUE SHEET』-特別出演（2024年8月）
- Dream Zomeの今日もおけまる （2024年10月4日〜、ウルトラFM) -メインMC
- ねづっちのお笑い学校（2024年10月4日〜、ウルトラFM) - メインMC
- そのまんまラジオ！〜よく聴くサプリ（2024年10月13日〜、レインボータウンFM)-メインMC
- インターネットラジオBEATVISION 『のののんのCUE SHEET』（2024年10月 - ）メインMC
- 高橋誠のあのコロのミライ（2024年12月 - 、ラジオ大阪) -メインMC
- Dream Zoneの明日もいい日にな〜れ！（2024年12月 - 、ウルトラFM) -メインMC
- M78からのカウントダウン（2024年12月 - 、ウルトラFM) -メインMC
- 高校生ラジオドラマコンテスト2024（2024年12月 - 、ウルトラFM) -メインMC
- 高校生ラジオドラマコンテスト2025（2025年1月 - 、ウルトラFM) -メインMC

### CM
- セブンイレブン「カップアイス」（2018年）

### モデル
- フジロックフェスティバル（2022年7月29日 - 7月31日）

### イベント
- 『ナゴヤの若手テレビ局員がさらば青春の光 冠番組!!!（仮）』（2024年9月7日）
- エンタメ女王決定戦（2022年10月28日、12月2日）
- 初恋タローとコントしちゃらんね（2022年5月29日）
- 東スポ唐揚げの販促イベント（浦和競馬場、2022年7月20日）
- 『東スポ唐揚げイベント』ジャンケン大会（2022年8月3日 - 8月5日）
- 初恋タローとコントしちゃらんね（2023年3月21日）
- 初恋タローとコントしちゃらんね（2023年4月29日）
- 初恋タローとコントしちゃらんね（2023年5月27日）
- 初恋村（2023年5月29日）
- 初恋村（2023年6月23日）
- 初恋タローとコントしちゃらんね（2023年6月29日）
- 初恋タローとコントしちゃらんね（2023年7月29日）
- 初恋タローとコントしちゃらんね（2023年8月26日）
- 初恋村（2023年8月31日）
- 登龍座（心斎橋角座、2023年9月3日）
- M1グランプリ （2023年9月26日）
- 初恋タローとコントしちゃらんね（2023年9月26日）
- 登龍座（心斎橋角座、2023年10月1日）
- 初恋村（2023年10月31日）
- 登龍座（心斎橋角座、2023年11月5日）
- 初恋村（2023年11月12日）
- 初恋村（2023年12月19日）
- 初恋タローとコントしちゃらんね（2023年12月24日）
- 初恋村（2023年12月25日）
- 初恋村（2023年12月30日）
- 登龍座（心斎橋角座、2024年1月7日）
- R-1グランプリ （2024年1月11日）
- 女ならでは夜が明けぬ（心斎橋角座、2024年1月14日）
- 初恋村（2024年1月19日）
- THE超NOJIRINO（心斎橋角座、2024年1月21日）
- 初恋村（2024年2月1日）
- 登龍座（心斎橋角座、2024年2月4日）
- 初恋タローとコントしちゃらんね（2024年2月8日）
- 新ネタライブむっさヤッテマス‼︎（心斎橋角座、2024年2月25日）
- 登龍座（心斎橋角座、2024年3月3日）
- 初恋タローとコントしちゃらんね（2024年3月31日）
- 初恋村（2024年4月17日）
- UNDER5 AWARD2回戦（2024年4月23日）
- 初恋村（2024年4月25日）
- 初恋村-2024〜レギュラーメンバー

## 作品

### DVD
- 週刊プレイボーイ（集英社）No.31-32号（2021年07月19日発売）｢美女111人組･夢の競演｣自撮りスポーツチャレンジ!
- ムーンライト・ダイナー

### 写真集
- 宝島社『コルクションインフィニティ』（2021年3月12日）[8]

### デジタル写真集
- 週刊プレイボーイ（集英社）『週プレグラジャパ！』（2020年12月14日）
- COLLECT ME『♡のんぴーすFace I♡』（2021年 9月3日）
- COLLECT ME『♡のんぴーすFace II♡』（2021年 9月13日）
- COLLECT ME『♡のんぴーすFace III♡』（2021年10月18日）